# Dulce amor (ТВ серија из 2015)
 (срп. Слатка љубав) колумбијска је теленовела, продукцијске куће Caracol Televisión, снимана 2015. и 2016.

## Синопсис
Недостатак новца, губитак присталица и дуговања домаћинства које мора да се плати присиљава Мартина Гуеррера да одустане од вожње тркачким аутомобилом да постане шеф возача Наталије Толедо. Упркос бескрајној листи "докторских" захтева, Мартина лоша навика да крши правила, и многе разлике између њих, Наталиа и Мартин откривају да чине савршен пар. Толедове жене уједињује љубав према тркама и четири генерације заљубљивања у погрешног човјека. Заједно са становницима популарног бара, они ће наћи срећу коју су тражили док се уједињују да би постигли исти циљ: повратак Мартина и Хулијана на трке.

## Улоге
| Глумац:                  | Улога:                                                       |
| ------------------------ | ------------------------------------------------------------ |
| Марианела Гонзалез       | Наталиа Толедо Варгас / Наталиа Фернандез Варгас де Гуерреро |
| Андрес Сандовал          | Мартин Гуерреро Дуран                                        |
| Цамила Зарате            | Вероница Толедо Варгас                                       |
| Хуан Мануел Мендоза      | Хулиан Лопез Мендез                                          |
| Абрил Сцхреибер          | Хулиана Толедо Варгас                                        |
| Хосе Јулиан Гавириа      | Луцас Гутиеррез Гомез                                        |
| Кристина Лиллеи          | Хелена Варгас Вда. де Толедо / Фернандез                     |
| Јимми Васкуез            | Родриго Амадор                                               |
| Валентина Лизцано        | Аманда Дувал Риос                                            |
| Елла Бецерра             | Габриела                                                     |
| Хуан Естебан Апонте      | Бетицо Лопез                                                 |
| Ианетх Валдман           | Тереса Варгас                                                |
| Мигуел Гонзалез          | Циро Сантамариа                                              |
| Фредди Ордонез           | Терцо                                                        |
| Марта Лилиана Руиз       | Исабел Дуран                                                 |
| Мауро Донетти            | Хосе «Дон Пепе» Фернандез                                    |
| Наталиа Реиес            | Флоренциа «Флор» Гуерреро                                    |
| Андерсон Балсеро         | Алцидес                                                      |
| Астрис Хункуито          | Роса                                                         |
| Лина Цастриллон          | Ноелиа Фернандез                                             |
| Хеан Пхилиппе Цонан      | Фредди                                                       |
| Хуан Пабло Барраган      | Гонзало                                                      |
| Сандра Роман             | Тениенте Царрера                                             |
| Астрид Хернандез         | Алејандра Гомез                                              |
| Мариа Алехандра Рестрепо | Цонстанза «Цонние»                                           |